# Pagodula columbarioides
Pagodula columbarioides is een slakkensoort uit de familie van de Muricidae. De wetenschappelijke naam van de soort is voor het eerst geldig gepubliceerd in 2008 door Pastorino & Scarabino.